# Menesia kalshoveni
Menesia kalshoveni es una especie de escarabajo longicornio del género Menesia, categorizada en la tribu Saperdini, de la subfamilia Lamiinae. Fue descrita por Breuning en 1957.

## Descripción
Mide 6 mm de longitud. El período de actividad en adultos se presenta en enero y junio.

## Distribución
Se distribuye por Indonesia (Java).